# チェラーミ
チェラーミ（イタリア語: Cerami, シチリア語: Cirami）は、イタリア共和国シチリア州エンナ県にある、人口約2,000人の基礎自治体（コムーネ）。

## 地理

### 位置・広がり

#### 隣接コムーネ
隣接するコムーネは以下の通り。括弧内のMEはメッシーナ県所属を示す。
- カピッツィ (ME)
- チェザロ (ME)
- ガリアーノ・カステルフェッラート
- ミストレッタ (ME)
- ニコジーア
- トロイーナ